# 3. Flieger-Division (1943–1945)
Die 3. Flieger-Division war ein Großverband der Luftwaffe der Wehrmacht im Zweiten Weltkrieg. Es bestand keine organisatorische Verbindung zur 3. Flieger-Division (1938–1939).

## Geschichte
Die 3. Flieger-Division wurde am 11. Dezember 1943, während des Deutsch-Sowjetischen Krieges im Nordabschnitt der Front aus der umbenannten Dienststelle des Fliegerführers 1, unter dem Kommando der Luftflotte 1 gebildet. Ab November 1944 war sie dem Luftwaffenkommando West und anschließend der Luftflotte 6 unterstellt, bevor sie am 8. Mai 1945, nach der bedingungslosen Kapitulation der Wehrmacht, aufgelöst wurde.

## Personen

### Divisionskommandeur
| Dienstgrad      | Name                               | Datum                                |
| --------------- | ---------------------------------- | ------------------------------------ |
| Oberst          | Werner Zech                        | 11. Dezember 1943 bis 6. Januar 1944 |
| Generalleutnant | Walter Boenicke                    | 6. Januar 1944 bis 30. Mai 1944      |
| Generalmajor    | Sigismund Freiherr von Falkenstein | 1. Juni 1944 bis 8. Mai 1945         |

### Erster Generalstabsoffizier
| Dienstgrad | Name          | Datum                             |
| ---------- | ------------- | --------------------------------- |
| Major      | Rudolf Jenett | 11. Dezember 1943 bis 8. Mai 1945 |

## Unterstellung
| Unterstellung           | von               | bis           |
| ----------------------- | ----------------- | ------------- |
| Luftflotte 1            | 11. Dezember 1943 | November 1944 |
| Luftwaffenkommando West | November 1944     | Januar 1945   |
| Luftflotte 6            | Januar 1945       | 8. Mai 1945   |

## Unterstellte Verbände
| 26. März 1944 | |
| --- | --- |
| 26. März 1944 | Stab, 1. und 2./Nahaufklärungsgruppe 5, 3./Aufklärungsgruppe 13, 1./Aufklärungsgruppe 31; Stab, I., II. und IV./Jagdgeschwader 54; 4./Nachtjagdgeschwader 100; 1./Nachtjagdgeschwader 200; Stab, I., II. und 10.(Pz.)/Schlachtgeschwader 3; II./Schlachtgeschwader 1; I./Schlachtgeschwader 5; Stab, 1., 2. und 3./Nachtschlachtgruppe 1; Stab, 1., 2. und 3./Nachtschlachtgruppe 3; Stab, 1. und 2./Nachtschlachtgruppe 11; 1./Nachtschlachtgruppe 12 |
| 2. März 1945 | |
| Stab, 1. und 2./Nahaufklärungsgruppe 2; 1./Aufklärungsgruppe 31; Stab, I. und III./Jagdgeschwader 52; Stab, I., II. und III./Jagdgeschwader 77; I. und 10.(Pz)/Schlachtgeschwader 4; Stab und 2./Nachtschlachtgruppe 4 | |